# 1,2-diclorobutano
El 1,2-diclorobutano es un compuesto orgánico de fórmula molecular C4H8Cl2. Es un haloalcano lineal de cuatro carbonos en donde un átomo de cloro está unido al carbono terminal y un segundo cloro está unido al carbono contiguo.

## Propiedades físicas y químicas
A temperatura ambiente, el 1,2-diclorobutano es un líquido incoloro cuyo punto de ebullición es 124 °C y su punto de fusión —valor estimado— es -70 °C.
Posee una densidad mayor que la del agua (ρ = 1,112 g/cm³) y en estado gaseoso es 4,38 veces más denso que el aire.
El valor estimado del logaritmo de su coeficiente de reparto, logP = 2,29, revela que es más soluble en disolventes apolares que en disolventes polares.
Es poco soluble en agua (430 mg/L aproximadamente) pero sí es soluble en etanol, cloroformo y tetraclorometano.
En cuanto a su reactividad, el 1,2-diclorobutano es incompatible con agentes oxidantes fuertes.

## Síntesis
El 1,2-diclorobutano se puede obtener por cloración fotoquímica de 1-clorobutano o 2-clorobutano en fase gas a 35 °C. En el caso del 1-clorobutano se forma un 26% de 1,2-diclorobutano —junto a los otros isómeros 1,1-, 1,3- y 1,4-diclorobutano—, mientras que para el 2-clorobutano se forma solo un 5% de 1,2-diclorobutano, siendo el 2,3-diclorobutano el producto mayoritario.
La acción de zinc en etanol en un flujo de cloruro de hidrógeno sobre 1,1,1,3,4-pentaclorobutano conduce a la formación de 1,2-diclorobutano como producto mayoritario.

## Usos
El 1,2-diclorobutano provoca la alquilación de benceno utilizando cloruro de aluminio o fluoruro de hidrógeno líquido como catalizador.
Análogamente, la P-alquilación de fosfina o alquil-fosfinas con 1,2-diclorobutano sirve para obtener fosfiranos y sus variantes.
El 1,2-diclorobutano también se ha empleado para preparación de halohidrinas por medio de microorganismos del género Rhodococcus especies ATCC 55388 y mutaciones de las mismas.
Otro uso distinto es como monómero en formulaciones de polisulfuro, empleado como sellador en tanques de combustible aeroespacial.
Por otro lado, se ha estudiado la conversión de 1,2-diclorobutano a 1,2-butanodiol por medio de la enzima haloalcano deshalogenasa. La actividad enzimática para este cloroalcano es baja, un 28% de la registrada cuando el sustrato es 1,4-diclorobutano y solo un 7,8% de cuando es 4-clorobutanol.
En cambio, la deshalogenación de este cloroalcano por Desulfitobacterium sp es mucho más efectiva, ya que este microorganismo es afín a compuestos donde los átomos de cloro están en carbonos vecinales, como es el caso del 1,2-diclorobutano. Esta conversión tiene lugar en condiciones anaerobias.

## Precauciones
El 1,2-diclorobutano es un compuesto inflamable cuyos vapores pueden formar mezclas explosivas con el aire. Su punto de inflamabilidad es 30 °C y su temperatura de autoignición 275 °C. Provoca irritación por contacto en piel y ojos.